# Alessia McCaig
Alessia McCaig (Bendigo, 24 de abril de 2003) es una deportista australiana que compite en ciclismo en la modalidad de pista. Ganó una medalla de bronce en el Campeonato Mundial de Ciclismo en Pista de 2024, en la prueba de velocidad por equipos.

## Medallero internacional
| Campeonato Mundial | Campeonato Mundial   | Campeonato Mundial | Campeonato Mundial    |
| Año                | Lugar                | Medalla            | Competición           |
| ------------------ | -------------------- | ------------------ | --------------------- |
| 2024               | Ballerup (Dinamarca) | Medalla de bronce  | Velocidad por equipos |